# Vesilinna

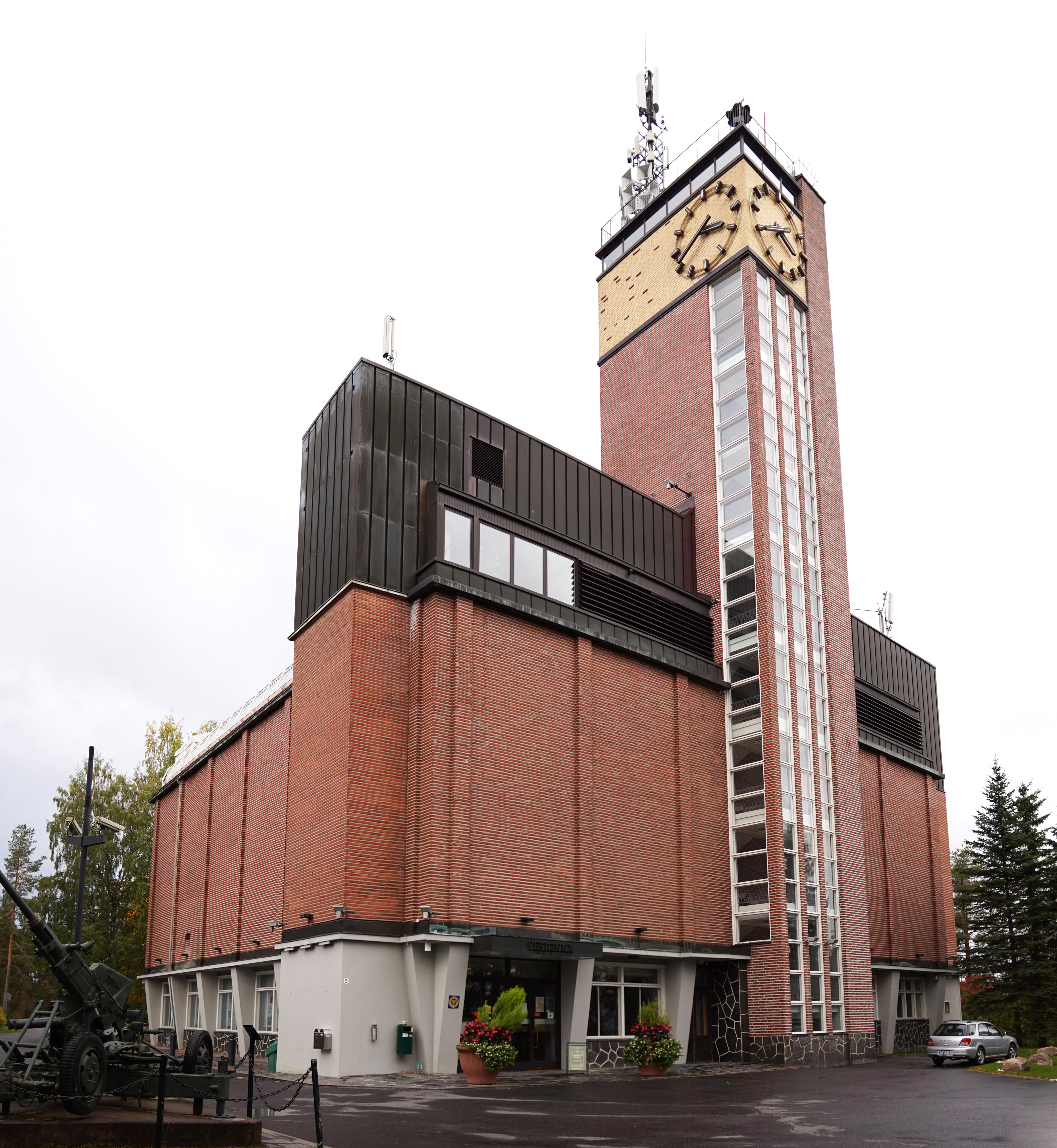
Vesilinna

Vesilinna is een water- en uitkijktoren in Jyväskylä. In het gebouw bevinden zich ook een restaurant en het Centraal-Finse natuurmuseum. De toren werd ontworpen door Olavi Kivimaa en werd in 1953 voltooid. De toren is 34 meter hoog en heeft een wateropslagcapaciteit van 3000 m3.